# Grand Theft Auto VI
Ten artykuł dotyczy przyszłego wydarzenia. Informacje w nim zawarte mogą się zmienić wraz z pojawieniem się nowych faktów, a początkowe doniesienia mogą być niepewne. Ostatnie aktualizacje tego artykułu mogą nie odzwierciedlać najbardziej aktualnych informacji.
Grand Theft Auto VI – zapowiedziana gra komputerowa z serii Grand Theft Auto. Będzie ósmą częścią głównego cyklu, kontynuacją Grand Theft Auto V z 2013 roku i szesnastą ogółem. Po latach spekulacji i przecieków, w lutym 2022 roku przedsiębiorstwo Rockstar potwierdziło, że gra jest w trakcie produkcji. Materiał wideo z nieukończonych wersji wyciekł w internecie we wrześniu 2022 roku, co opisano jako jeden z największych przecieków w historii branży gier komputerowych. Gra została zaprezentowana w grudniu 2023 roku. Pierwotnie premierę gry na PlayStation 5 i Xbox Series zaplanowano na 2025 rok, jednak 2 maja 2025 roku termin przesunięto na 26 maja 2026 roku. Akcja gry będzie miała miejsce w fikcyjnym stanie Leonida inspirowanym Florydą i będzie śledzić losy przestępczyni o imieniu Lucia Caminos oraz jej chłopaka Jasona Duvala.

## Tworzenie gry
Po wydaniu Grand Theft Auto V we wrześniu 2013 roku ówczesny dyrektor Rockstar North, Leslie Benzies, powiedział w wywiadzie, że firma ma „pewne pomysły” na następną odsłonę w serii. W marcu 2018 roku The Know opisał Project Americas, który miałby mieć miejsce w przerobionym Vice City i po części w Ameryce Południowej, w którym gracz miałby wcielić się w rolę kobiety. Jason Schreier opisał w kwietniu 2020 roku, że gra była w początkowym stadium tworzenia jako średnie wydanie, które miałoby być uzupełniane z czasem, aby uniknąć crunchu, z których znane były poprzednie części serii. Dziennikarz Tom Henderson w lipcu 2021 roku twierdził, że mapa gry mogłaby ewoluować w podobny sposób jak Fortnite. Pisząc dla Bloomberg News w lipcu 2022 roku, Schreier mówił, że tworzenie gry rozpoczęto w 2014 roku, a sama produkcja opisywałaby losy dwójki bohaterów na wzór Bonnie i Clyde’a, w tym latynoskiej kobiety, i wspomniał, że producenci próbują zatrzeć trend żartowania z grup marginalizowanych, z którego jest znana seria gier.
Gra stała się jednym z najbardziej wyczekiwanych tytułów na długo przed ogłoszeniem produkcji, co spowodowało, że dziennikarze odnotowali frustrację fanów z powodu milczenia Rockstar Games, szczególnie po ponownym wydaniu Grand Theft Auto V w 2020 roku. Kulminacją frustracji było wtargnięcie niemieckiego fana na scenę podczas wydarzeń medialnych, domagającego się informacji na temat gry. 4 lutego 2022 roku Rockstar potwierdziło, że gra jest w tworzeniu. W lipcu tego samego roku Rockstar ogłosiło, że Red Dead Online nie będzie otrzymywać więcej aktualizacji z powodu przeniesienia zasobów developerskich na nadchodzącą grę. Źródła w branży twierdziły, że chodziło tu o przeniesienie ludzi pracujących nad remasterami Grand Theft Auto IV (2008) i Red Dead Redemption (2010) po kiepskim odbiorze Grand Theft Auto: The Trilogy – The Definitive Edition (2021).
W listopadzie 2023 roku dyrektor Rockstar Games, Sam Houser, ogłosił, że pierwszy zwiastun pojawi się na początku grudnia z okazji obchodów 25 lat pracy przedsiębiorstwa. W ciągu pięciu godzin od publikacji na portalu X ogłoszenie stało się najpopularniejszym postem na platformie związanym z grami. Rekord został znowu pobity przez Rockstara 1 grudnia po ogłoszeniu zwiastuna na 5 grudnia. Wpis zdobył ponad 1,8 miliona polubień w ciągu 24 godzin. Inni producenci gier zaczęli imitować styl ogłoszeń prezentowanych przez Rockstara, promując swoje zwiastuny. Z powodu wycieków Rockstar wydało zwiastun dzień wcześniej, ogłaszając tytuł, bohaterów (Lucia i Jason), stan Leonida (parodię stanu Floryda) i datę wydania ustaloną na 2025 rok dla platform PlayStation 5 i Xbox Series. W zapowiedzi użyto piosenki „Love Is a Long Road” Toma Petty’ego. W marcu 2024 poinformowano, że premiera gry może zostać opóźniona do 2026 roku.
W maju 2024 roku wydawca ujawnił raport finansowy, w którym potwierdzono, że gra ukaże się jesienią 2025 roku. 2 maja 2025 roku poinformowano, że planowana data wydania została przesunięta na 26 maja 2026 rok. 6 maja 2025 ukazał się drugi zwiastun gry, w którym użyto piosenki „Hot Together” od The Pointer Sisters.